# Kantinan Adisaisiributr
Kantinan Adisaisiributr (18 agosto 2006) è un nuotatore artistico thailandese.

## Biografia
Nel 2022 prende parte ai campionati mondiali di nuoto a Budapest, chiudendo entrambi i programmi del duo misto al decimo posto insieme alla compagna Voranan Toomchay.
Ha esordito nella Coppa del Mondo di nuoto artistico il 5 maggio 2023 a Parigi, concludendo al decimo posto posto nel duo misto programma libero. Lo stesso anno prende parte ai campionati mondiali di nuoto di Fukuoka, in Giappone, diventando uno dei primi uomini al mondo a competere in una gara a squadra open, concludendo il programma libero al 16º posto. Nella stessa rassegna prende parte anche al duo misto e al programma solo, ottenendo un sesto posto come miglior risultato nel solo programma tecnico. Kantinan Adisaisiributr concluse la stagione 2023 ai XIX Giochi asiatici in Cina, concludendo all'ottavo e ultimo posto la prova a squadre
Nel 2024 prende parte per la terza volta ai campionati mondiali di nuoto, gareggiando a Doha, in Qatar, ottenendo due top10 nelle gare solo, sia nel libero che nel tecnico.

## Palmarès

### Coppa del Mondo
- 1 podio:
  - 1 secondo posto posto (1 nel duo)